# Євренозово
Єврено́зово (болг. Евренозово) — село в Бургаській області Болгарії. Входить до складу громади Малко-Тирново.

## Населення
За даними перепису населення 2011 року у селі проживали 46 осіб, усі — болгари.
Розподіл населення за віком у 2011 році:
Динаміка населення: